# Guillermo Eizaguirre
Guillermo Eizaguirre Olmos (ur. 17 maja 1909 w Sewilli, zm. 25 października 1986 w Madrycie) – hiszpański piłkarz występujący podczas kariery na pozycji bramkarza.

## Kariera klubowa
Guillermo Eizaguirre całą piłkarską karierę spędził w klubie Sevilla FC. W 1934 awansował z Sevillą do pierwszej ligi. W Primera División zadebiutował 2 grudnia 1934 w wygranym 4-0 meczu z Athletikiem Madryt. Ostatni raz w lidze hiszpańskiej wystąpił 14 kwietnia 1936 w wygranym 3-2 meczu z Athletikiem Madryt. Ogółem w Primera División rozegrał 41 meczów. Eizaguirre zdobył z Sevillą Puchar Króla w 1935. Jego karierę przerwał wybuch wojny domowej w 1936.
| Sezon   | Klub       | Kraj      | Rozgrywki        | Mecze | Bramki |
| ------- | ---------- | --------- | ---------------- | ----- | ------ |
| 1934/35 | Sevilla FC | Hiszpania | Primera División | 22    | 0      |
| 1935/36 | Sevilla FC | Hiszpania | Primera División | 19    | 0      |

## Kariera reprezentacyjna
W reprezentacji Hiszpanii Eizaguirre zadebiutował 5 maja 1935 w zremisowanym 3-3 towarzyskim meczu z Portugalią. Ostatni raz w reprezentacji wystąpił 19 stycznia 1936 w przegranym 4-5 meczu z Austrią. Ogółem w reprezentacji wystąpił 3 razy.
| Mecze i gole w reprezentacji | Mecze i gole w reprezentacji | Mecze i gole w reprezentacji | Mecze i gole w reprezentacji | Mecze i gole w reprezentacji | Mecze i gole w reprezentacji | Mecze i gole w reprezentacji |
| #                            | Data                         | Miasto                       | Przeciwnik                   | Gol                          | Wynik                        | Rozgrywki                    |
| ---------------------------- | ---------------------------- | ---------------------------- | ---------------------------- | ---------------------------- | ---------------------------- | ---------------------------- |
| 1.                           | 05.05.1935                   | Lizbona                      | Portugalia                   |                              | 3:3                          | towarzyski                   |
| 2.                           | 12.05.1935                   | Kolonia                      | III Rzesza                   |                              | 2:1                          | towarzyski                   |
| 3.                           | 19.01.1936                   | Madryt                       | Austria                      |                              | 4:5                          | towarzyski                   |

## Kariera trenerska
W latach 1948–1950 i 1955–1956 Eizaguirre był selekcjonerem reprezentacji Hiszpanii. W roli selekcjonera zadebiutował 21 marca 1948 w wygranym 2-0 towarzyskim meczu z Portugalią. W 1950 awansował z Hiszpanią na mistrzostwa świata. Na turnieju w Brazylii Hiszpania zajęła czwarte miejsce. Ostatni raz Hiszpanię prowadził 3 czerwca 1956 w przegranym 1-3 towarzyskim meczu z Portugalią. Ogółem prowadził Hiszpanię w 19 meczach, z czego 8 wygrał, 6 zremisował i 5 przegrał, przy bilansie bramkowym 40-35.